# Hydrozetes edentulus
Hydrozetes edentulus är en kvalsterart som beskrevs av Rainer Willmann 1931. Hydrozetes edentulus ingår i släktet Hydrozetes och familjen Hydrozetidae. Inga underarter finns listade i Catalogue of Life.